# スーパータイムリー930
『スーパータイムリー930』は、1993年から1994年9月までKBS京都テレビで放送されていた報道番組である。放送時間は毎週月曜日 - 金曜日 21:30 - 22:25。
KBSが会社更生法を申請した影響もあり、この番組の終了から半年間は同局で夜のワイドニュースが放送されていなかったが、1995年4月放送開始の『ニュース京都930』で復活した。

## キャスター
- 久保房郎（KBS京都アナウンサー）
- 澤田育子（フリーアナウンサー）

| KBS京都テレビ 夜のニュース | KBS京都テレビ 夜のニュース            | KBS京都テレビ 夜のニュース        |
| 前番組                     | 番組名                                | 次番組                            |
| -------------------------- | ------------------------------------- | --------------------------------- |
| エリアジャーナル           | スーパータイムリー930 (1993 - 1994.9) | ニュース京都930 (1995.4 - 1996.9) |